# Listă de districte din Lambeth
- Această pagină este o listă de districte din burgul Lambeth al Londrei.

Hartă din 1916 a circumscripției electorale Brixton (în original, [The] Brixton Ward) al burgului metropolitan Lambeth (în original, Lambeth Metropolitan Borough).

- Brixton
- Clapham
- Clapham Park
- Crystal Palace
- Gipsy Hill
- Herne Hill
- Kennington
- Lambeth
- Loughborough Junction
- Balham (doar 10%-20%)
- Oval și The Oval
- Stockwell
- Streatham
- Streatham Hill
- Tulse Hill
- Vauxhall
- Waterloo
- West Dulwich
- West Norwood

Format:London places
Format:Districtele burgului Lambeth